# Ипут
Ипут или Ипуц (рус. Ипуть; блр. Іпуць) белоруско-руска је равничарска река и лева притока реке Сож. Део је басена реке Дњепар.

## Карактеристике
Река Ипут извире у подручју Смоленског побрђа код села Стари Стан у Киравском рејону Могиљовске области. Тече преко територије Могиљовске, Смоленске, Брјанске и Гомељске области и улива се у реку Сож након 437 km тока у близини града Гомеља.
Сливно подручје Ипута обухвата територију површине од 10.900 km². Укупан пад реке од извора до ушћа је 66 метара или у просеку 0,2 м/км тока. Просечан проток у горњем делу тока је око 4,7 m³/s, у средњем делу тока 83,4 m³/s и при ушћу 55,6 m³/s.
Река има изразито равничарски карактер, често меандрира, а обале су доста ниске и замочварене. Има углавном нивални систем храњења. Под ледом је од краја новембра до почетка априла. Речна долина Ипута је углавном трапезоидног облика, максималне ширине до 1,5 km у горњем и до 8 km у доњем делу тока.
Дуж њених обала постоје две прибрежне терасе, обе у форми мочварних тресетишта. Прва тераса лежи на висини између 5 и 10 метара, а друга између 16 и 22 метра.
Највећи градови који леже на њеним обалама су Сураж, Добруш и Гомељ.
Мрежа притока је знатно гушћа и водом богатија дуж леве обале. Највеће притоке су Унеча (105 km), Надва (96 km), Варонуса (92 km) и Вароница (74 km).